# 聖母升天主教座堂 (曼谷)

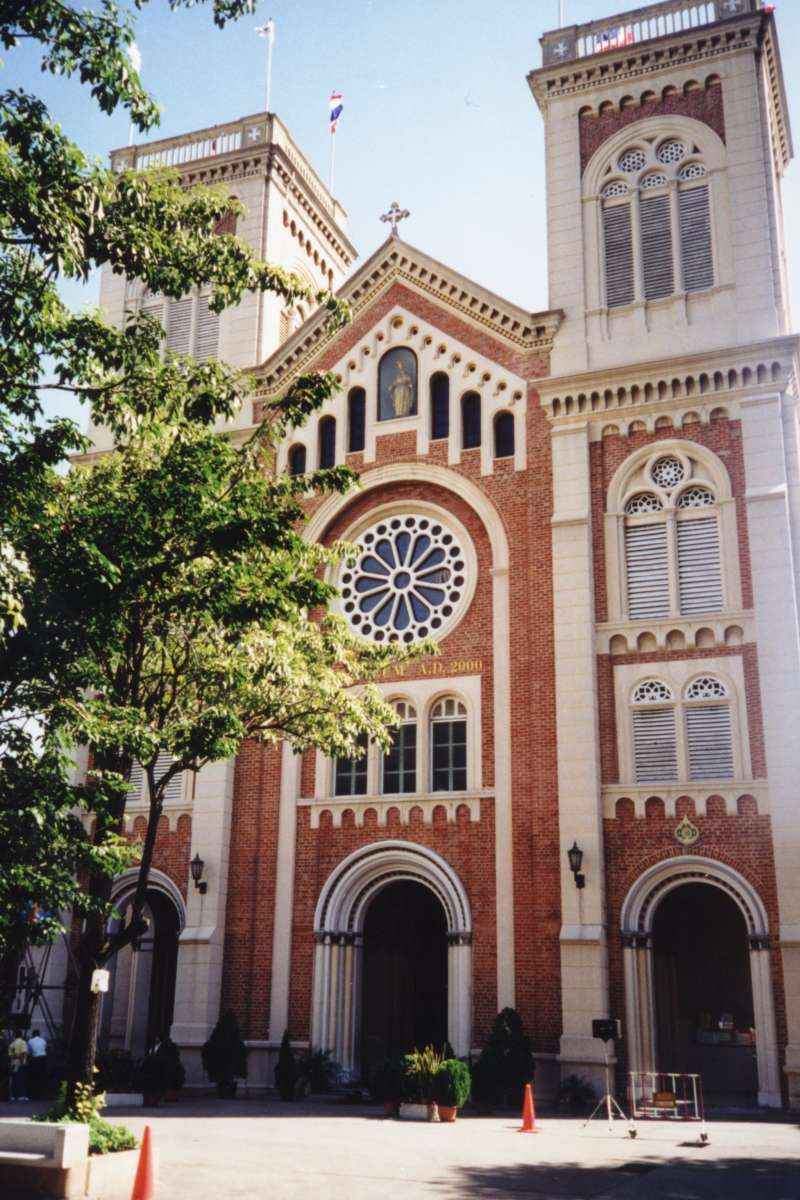
聖母升天主教座堂

曼谷聖母升天主教座堂（泰文：อาสนวิหารอัสสัมชัญ；英文：Assumption Cathedral），又稱易三倉禮拜堂，位於泰國首都曼谷挽叻縣石龍軍路的東方街23號，是泰國羅馬天主教曼谷總教區的主教座堂。

## 歷史

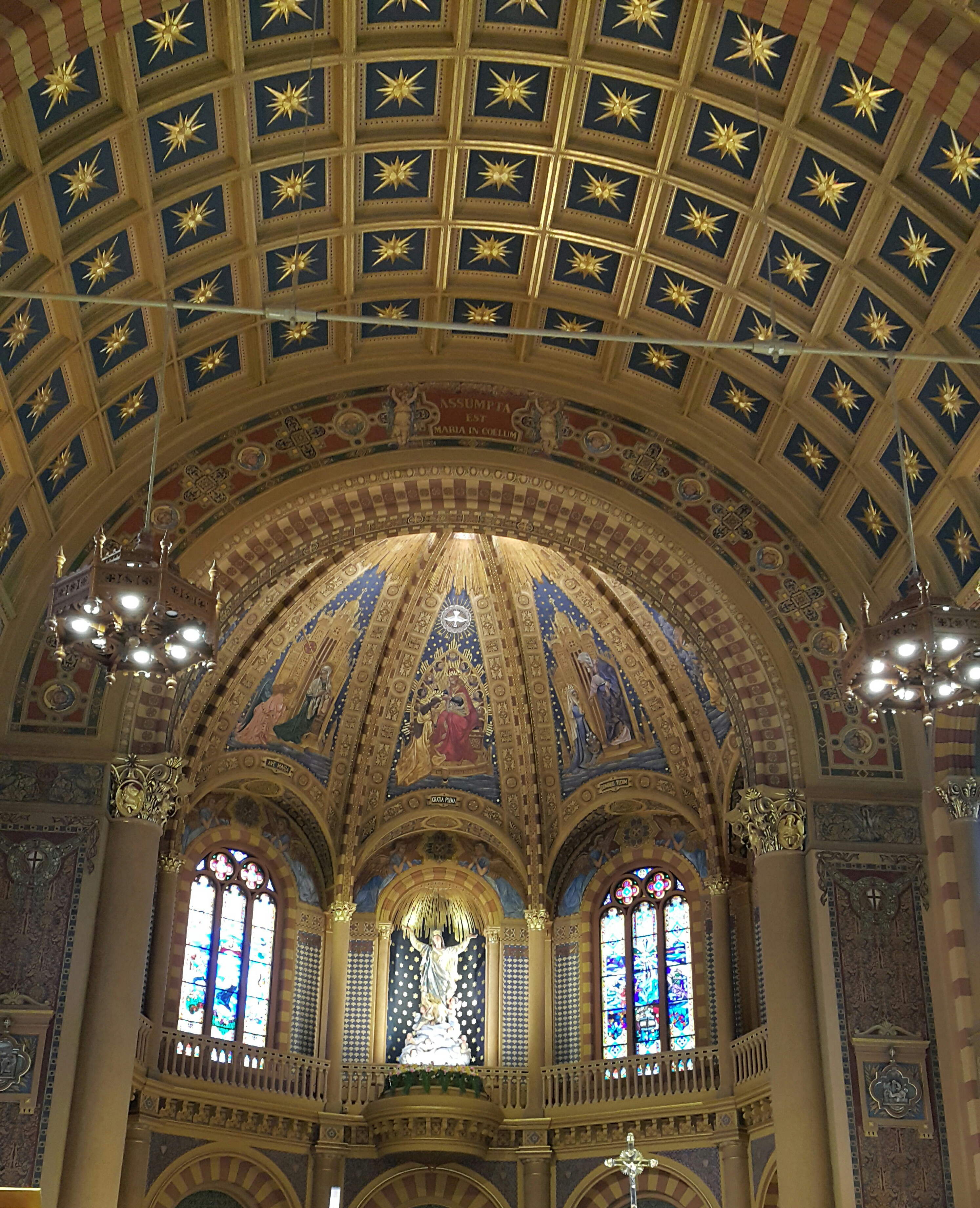
Inside Assumptiom Cathedral Bangkok

主教座堂的位置距離东方酒店及法國駐泰國大使館約100公尺，原有的建設應法國傳教士Pascal神父在1809年提出，由一名法國建築師在1821年完成。原始材料由法國及意大利進口。
在整個19世紀的下半葉，主教座堂及周邊地區由抵達曼谷的傳教士使用，特別在1860年後。該主教座堂成為一系列的天主教建築物：易三倉修道院、曼谷天主教總主教府、易三倉印刷廠及傳教士宿舍。 然而在1909年至1910年間，主教座堂經歷了重大的重建，主教座堂採納一個相對高的矩形結構，外牆紅磚配以周圍白色建築物。高大的方形塔側翼成為主要入口。裡面的一個高天花板附有許多華麗的裝飾。建設費用由曼谷的華僑潮州商人盧克昌(Low Khiok Chiang, Jacobe)捐助，他是謙和興洋行（Kiam Hoa Heng & Company）的東主。 
在1942年的在第二次世界大戰期間，鄰近的建築物皆被轟炸摧毀，造成嚴重破壞。戰後進行廣泛修復，並在80年代及90年代作部分翻新。它是少數現在仍使用彩色玻璃窗的教堂。

## 外界連結
- 易三倉禮拜堂的位置圖
- 曼谷的主日彌撒時間表
- OpenStreetMap上有關32005418  聖母升天主教座堂 (曼谷)的地理

13°43′23″N 100°30′54″E / 13.72306°N 100.51500°E